# Municipio de Pleasant Ridge (Dakota del Sur)
El municipio de Pleasant Ridge (en inglés: Pleasant Ridge Township) es un municipio ubicado en el condado de Corson en el estado estadounidense de Dakota del Sur. En el año 2010 tenía una población de 32 habitantes y una densidad poblacional de 0,34 personas por km².

## Geografía
El municipio de Pleasant Ridge se encuentra ubicado en las coordenadas 45°31′24″N 101°24′31″O / 45.52333, -101.40861. Según la Oficina del Censo de los Estados Unidos, el municipio tiene una superficie total de 93.39 km², de la cual 92,99 km² corresponden a tierra firme y (0,43 %) 0,4 km² es agua.

## Demografía
Según el censo de 2010, había 32 personas residiendo en el municipio de Pleasant Ridge. La densidad de población era de 0,34 hab./km². De los 32 habitantes, el municipio de Pleasant Ridge estaba compuesto por el 100 % blancos. Del total de la población el 0 % eran hispanos o latinos de cualquier raza.